# Mas del Pau Oller
El Mas del Pau Oller és una masia de Reus (Baix Camp) situada a la partida de Monterols.
Se situa damunt del camí de Riudoms a Castellvell, gairebé davant del Mas del Pere del Banc, a l'esquerra d'una aigüera anònima que baixa del camí de Castellvell als Cinc Camins i se'n va al barranc de la Buada. El nom correspon a un antic propietari de la Selva del Camp.